# Football Days at Cornell
Football Days at Cornell è un cortometraggio muto del 1912 diretto da Theodore Wharton. È un documentario sull'attività sportiva all'Università di Cornell, dove venne girato seguendo le partite di football americano.

## Produzione
Il film fu prodotto dalla Essanay Film Manufacturing Company. Il documentario fu girato nello stato di New York, a Ithaca e alla Cornell University.

## Distribuzione
Distribuito dalla General Film Company, il film - un cortometraggio a una bobina - uscì nelle sale cinematografiche USA il 5 dicembre 1912.